# Gert Niemitz
Gert Niemitz (* 1911; † 18. Juni 1967 in Hamburg) war ein deutscher Schauspieler und Synchronsprecher.

## Leben
Gert Niemitz begann seine Theaterlaufbahn bereits vor dem Zweiten Weltkrieg, als er mehrere Spielzeiten dem Ensemble der Städtischen Theaters von Nürnberg angehörte. Während des Krieges wurde er an die Spielstätten von Magdeburg und Kiel verpflichtet. Bei der letztgenannten Bühne wurde Niemitz in der letzten Spielzeit vor Kriegsende (1943/44) auch als Spielleiter geführt. Zu diesem Zeitpunkt diente er im Rahmen der Kriegsmarine Wehrbetreuung Ostsee, einer dem Marineoberkommando der Ostsee unterstellten Soldatenbühne. 1945 nahm Niemitz eine zivile Schauspieltätigkeit an Hamburgs Deutschen Schauspielhaus wieder auf. Dort blieb er fünf Jahre.
Niemitz war seit 1950 Ensemblemitglied des Hamburger Thalia Theaters. Dort spielte er zahlreiche markante Bühnenrollen wie den „Cok“ in Alfred Savoirs Seine achte Frau, den „Léon“ in André Birabeaus Mein Sohn, der Herr Minister, den „Pelzhändler“ in Gerhart Hauptmanns Schluck und Jau, den „Welch“ in Terence Rattigans Die lockende Tiefe, den „Mr. Hepper“ in Oscar Wildes Lady Windermeres Fächer, den „Leonhard“ in Paul Willems’ Bärenhäuter, den „Girand“ in Birabeus Das heimliche Nest, den „Urban“ in Herman Wouks Meuterei auf der Caine, den „Maurice“ in André Picards und Werner Richard Heymanns Kiki vom Montmartre sowie den „Nicolo“ in Carlo Goldonis Rappelkopf.
Daneben wirkte Niemitz seit den 1950er Jahren auch in Film- und Fernsehproduktionen mit. Er spielte in Rudolf Schündlers Adaption der Operette Viktoria und ihr Husar, in Arthur Maria Rabenalts Drama Die Ehe des Dr. med. Danwitz, in der Thomas-Mann-Verfilmung Bekenntnisse des Hochstaplers Felix Krull, in Der Hauptmann von Köpenick sowie neben Inge Meysel in Im sechsten Stock, Neues aus dem sechsten Stock und der gleichnamigen Kinofassung.
Außerdem arbeitete Niemitz umfangreich als Sprecher für Hörspiele beim NWDR. Als Synchronsprecher lieh er unter anderem Darry Cowl in Oh lala, Chérie!!, Cyril Cusack in Der spanische Gärtner, Maurice Denham in Doktor Ahoi!, William Hartnell in Duell am Steuer, Donald Pleasence in Das schwarze Zelt, Peter Sellers in Ladykillers und Norman Wisdom in Ich und der Herr Minister seine Stimme.

## Filmografie (Auswahl)
- 1952: Lockende Sterne
- 1953: Schneeweißchen und Rosenrot
- 1954: Viktoria und ihr Husar
- 1954: Im sechsten Stock
- 1954: Neues aus dem sechsten Stock
- 1955: La Brige und das Gesetz
- 1955: Musik im Blut
- 1956: Die Ehe des Dr. med. Danwitz
- 1956: Der Hauptmann von Köpenick
- 1957: Bekenntnisse des Hochstaplers Felix Krull
- 1958: Das Geld liegt auf der Straße
- 1958: Gefährdete Mädchen
- 1961: Im 6. Stock
- 1961: Gestatten, mein Name ist Cox (TV-Serie, 1. Staffel)
- 1967: Wenn der junge Wein blüht
- 1967: Polizeifunk ruft – Der schnelle Schlitten

## Hörspiele (Auswahl)
- 1950: Ein Sohn der Sonne; 6 Folgen; Regie: Curt Becker, mit Carl-Heinz Schroth, Kurt Meister, NWDR.
- 1955: Zikaden; Regie: Gert Westphal, mit Will Quadflieg, Charles Brauer, NWDR.
- 1955: Fröhliches Erwachen; Regie: Gert Westphal, mit Inge Stolten, Mita von Ahlefeldt, NWDR.
- 1964: Die Jagd nach dem Täter (Geld); Regie: S. O. Wagner, mit Willy Witte, Harry Gondi, NDR.